# Bortglömda tid
Bortglömda tid är det tredje studioalbumet av det svenska vikingarockbandet Hel. Det släpptes 2002 av Ultima Thule Records. "Valkyriors dom" och "Eldsjäl" är remixar av sångerna med samma namn från bandets debutalbum.

## Låtlista
Alla låtar är skrivna och komponerade av Hel. 
| Nr           | Titel                | Längd |
| ------------ | -------------------- | ----- |
| 1.           | Fast besluten        | 4:52  |
| 2.           | Öde värld            | 4:42  |
| 3.           | I det dolda          | 2:48  |
| 4.           | Tjockare än blod     | 3:45  |
| 5.           | Mitt all             | 2:40  |
| 6.           | Segerfylld hemkomst  | 3:03  |
| 7.           | Bestarnas sal        | 3:31  |
| 8.           | Vi sålde våra hemman | 4:19  |
| 9.           | Hämnaren             | 2:58  |
| 10.          | Valkyriors dom       | 5:00  |
| 11.          | Eldsjäl              | 4:31  |
| 12.          | Bortglömda tid       | 1:37  |
| Total längd: | Total längd:         | 43:25 |